# Kesejfa
Kesejfa či Kusejfe (hebrejsky כְּסֵיפָה, arabsky كسيفة, v oficiálním přepisu do angličtiny Kuseife) je místní rada (malé město) v Izraeli v Jižním distriktu.

## Geografie
Leží nadmořské výšce 464 metrů východně od Beerševy v zvlněné krajině na severním okraji Negevské pouště, nedaleko přechodu k Judským horám, respektive Hebronským horám. Terén člení vádí Nachal Be'erševa, které protéká po západním okraji obce. Na východní straně města je to vádí Nachal Malchata. Jde o aridní oblast.
Kesejfu obývají izraelští Arabové, respektive Beduíni, další velká města v regionu jako Beerševa nebo město Arad jsou židovská. Město je na dopravní síť napojeno pomocí dálnice číslo 80 a dálnice číslo 31, které se kříží na severovýchodním okraji obce.

## Dějiny
Město bylo založeno roku 1982 jako plánovitě budované městské sídliště pro polokočovné beduíny, kteří byli vystěhováni z oblasti Tel Malchata, kde došlo k výstavbě letiště (letecká základna Nevatim). Původně bylo součástí Oblastní rady Mašoš. Po jejím zrušení získalo roku 1996 status místní rady (malého města). Město má plánovitý charakter, ale je lemováno shluky živelně rostlých beduínských osad.
Od počátku 21. století se v lokalitě severovýchodně od Kesejfy plánuje výstavba nového velkého města Kasif, určeného pro ultraortodoxní Židy. Plány byly schváleny definitivně počátkem roku 2015. Kasif má mít až 100 000 obyvatel.

## Demografie
Kesejfa je město s ryze arabskou populací. V roce 2005 tvořili 100,0 % obyvatelstva arabští muslimové. Jde o středně velké sídlo městského typu s trvalým rychlým růstem. K 31. prosinci 2017 zde žilo podle Centrálního statistického úřadu (CBS) 20 200 lidí.
| Rok            | 1983  | 1995  | 1999  | 2000  |
| -------------- | ----- | ----- | ----- | ----- |
| Počet obyvatel | 2 075 | 3 813 | 5 700 | 6 700 |

| Rok            | 2001  | 2003  | 2004  | 2005  | 2006   | 2007   | 2008   | 2009   | 2010   | 2011   | 2012   | 2013   | 2014   | 2015   | 2016   | 2017   |
| -------------- | ----- | ----- | ----- | ----- | ------ | ------ | ------ | ------ | ------ | ------ | ------ | ------ | ------ | ------ | ------ | ------ |
| Počet obyvatel | 7 450 | 8 549 | 9 361 | 9 854 | 10 259 | 10 749 | 11 196 | 16 768 | 17 400 | 17 200 | 17 500 | 18 100 | 18 600 | 19 100 | 19 700 | 20 200 |

* údaje od roku 2010 zaokrouhleny na stovky